# Crosbyella
Genre
Synonymes
- Goodnightiella Roewer, 1949 nec Soares & Soares, 1945

Crosbyella est un genre d'opilions laniatores de la famille des Phalangodidae.

## Distribution
Les espèces de ce genre sont endémiques des États-Unis. Elles se rencontrent en Arkansas, en Louisiane, au Mississippi, en Alabama et en Géorgie.

## Liste des espèces
Selon World Catalogue of Opiliones (08/10/2021) :
- Crosbyella distincta Goodnight & Goodnight, 1942
- Crosbyella montana Goodnight & Goodnight, 1942
- Crosbyella roeweri Goodnight & Goodnight, 1942
- Crosbyella spinturnix (Crosby & Bishop, 1924)
- Crosbyella tuberculata Goodnight & Goodnight, 1942

## Étymologie
Ce genre est nommé en l'honneur de Cyrus Richard Crosby.

## Publication originale
- Roewer, 1927 : « Weitere Weberknechte I. 1. Ergänzung der: "Weberknechte der Erde", 1923. » Abhandlungen des Naturwissenschaftlichen Vereins zu Bremen, vol. 26, p. 261–402.